# Логор Батковић
Логор Батковић је био заробљенички логор који су у периоду од 1992. до 1996. године водиле власти босанских Срба у Батковићу, селу у општини Бијељина, у Босни и Херцеговини током рата у БиХ. Верује се да је то био први концентрациони логор у босанском рату, подигнут за мушкарце, жене и децу Бошњаке (Муслимане) и Хрвате, у настојању да етнички очисте подручја под контролом босанских Срба. Заточенике су држали у две велике штале и мучили, одузимали им храну и воду, терали да копају ровове, носе муницију на прве линије фронта, раде на пољима и фабрикама и сахрањују мртве. Затвореници су свакодневно били премлаћивани.
Иако се верује да је логор основан између 1. априла и јуна 1992, његово постојање је потврдила страна штампа тек у августу 1992. године. Група Human Rights Watch Helsinki Watch је два пута посетила логор у августу 1992. године и било им је дозвољено да интервјуишу заточенике, од којих је већина била превише уплашена да би поделила било какве информације о дешавањима.

## Суђења
У оптужници против бившег генерала босанских Срба Ратка Младића, тужиоци Међународног кривичног суда за бившу Југославију (МКСЈ) су тврдили да је током рада логора убијено најмање 6 затвореника, а да су многи други силовани или на други начин физички и психички злостављани. Бошњачки извори тврде да је у логору од 1992. до почетка 1996. године страдало 80 логораша.
У суду у Бијељини 2. марта 2012. године почело је суђење четворици бивших логораша Срба (Ђоку Пајићу, Петру Дмитровићу, Ђорђу Крстићу, Љубомиру Мишићу). Четворица оптужених оптужена су за злостављање и премлаћивање затвореника Бошњака. Дмитровића су сведоци идентификовали као команданта логора, Пајића као његовог наследника, Крстића као Пајићеву замену, а Мишића као команданта страже. Суђење је још трајало две године касније.
У Рогатици је 28. априла 2014. године ухапшен још један Србин, Глигор Беговић, због ратних злочина. Суђење му је почело 26. новембра 2014. Беговић је оптужен за злочине почињене над Бошњацима у концентрационом логору Батковић 1992. године  . Беговић се даље терети да је заједно са другим стражарима учествовао у премлаћивању, које је изазвало смрт више заточеника. Осуђен је на 13 година затвора 9. децембра 2015. године.

## Значајни затвореници
- Фикрет Маловчић, певач
- Сулејман Тихић, политичар